# Arnau Campredon

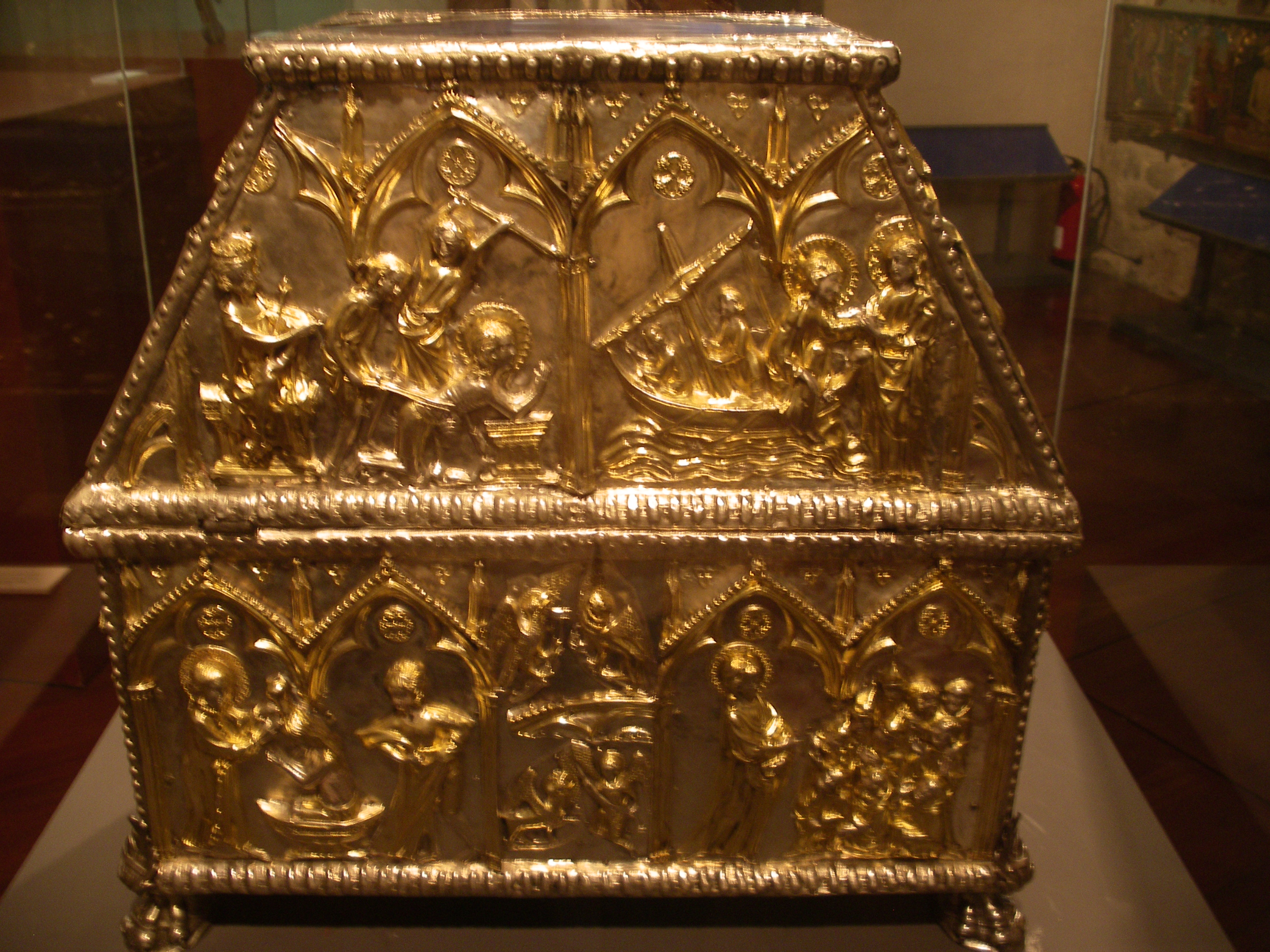
Arqueta de Sant Cugat, obra de Arnau Campredon y Joan de Gènova.

Arnau Campredon (Perpiñán, siglo XIV - Islas Baleares?, siglo XIV), fue un escultor y orfebre documentado en Perpiñán principios del siglo XIV y también en Palma de Mallorca como aprendiz del escultor francés Pierre de Guines. 
Provenía de una familia de artistes todos localizados en el Rosellón y en Mallorca. El primero de ellos fue Bartomeu Campredon que realizó a finales del siglo XIII parte del coro de la catedral de Elna hoy desaparecido, su tío Antonio Camprodon junto con su hijo también se dedicaron a la escultura y a su vez Arnau tuvo un hijo que siguió con el oficio de la familia.
En 1303 el abad del monasterio de Sant Cugat Pons Burguet (1298-1306) recibió un legado de Bonanat Basset destinado para la construcción de una arqueta para la custodia de las relíquias de san Cucufate: 

caxiam […] de argento ad honorem et servicium beati martiris Sancti Cucuphatis.

El encargo se realizó a Joan de Gènova orfebre establecido en Perpiñán, en aquellos días capital continental del reino de Mallorca. Campredon, en el documento del contrato aparece nombrado junto a Joan de Gènova. También en el mismo documento se establece que los desplazamientos a Barcelona de los dos artistas correrían a cargo de los comitentes. En el necrológico del monasterio aparece citado como el ejecutor del tabernaculum altaris sancti Cucuphatis.